# Alejandro Giammattei
Alejandro Eduardo Giammattei Falla (n. 9 martie 1956, Ciudad de Guatemala, Guatemala) este un politician guatemalez care a fost al 51-lea președinte al Guatemalei între 2020 și 2024.
A fost fost director al sistemului penitenciar guatemalez și a participat la alegerile prezidențiale din Guatemala în anii 2007, 2011 și 2015.
A câștigat alegerile din 2019 și a preluat funcția la 14 ianuarie 2020.

## Cariera politică
Giammattei a fost coordonator general al proceselor electorale din 1985, 1988 și 1990. A câștigat recunoaștere atât la nivel național, cât și internațional.
Din anul 2000, a fost consultant pentru mai multe companii. După ce a pierdut alegerile pentru funcția de primar, a fost numit director al Sistemului Penitenciar din Guatemala în 2006. A încetat să mai fie director al Sistemului Penitenciar în 2008. A avut mai multe conflicte și a fost acuzat în legătură cu cazul Pavorreal, ceea ce a dus la încarcerarea sa pentru o scurtă perioadă de timp.
Giammattei a participat de trei ori la alegerile generale pentru funcția de președinte al Guatemalei. Prima dată a candidat în 2007, din partea partidului oficial de atunci, Marea Alianță Națională (GANA), având o participare puternică. A doua oară a fost în 2011, cu Partidul Centrul de Acțiune Socială, dar acesta a fost dizolvat pentru că nu a atins procentul minim de voturi cerut de TSE. La alegerile din 2015, a candidat la președinție din partea partidului FUERZA.

## Președinția (2020–2024)

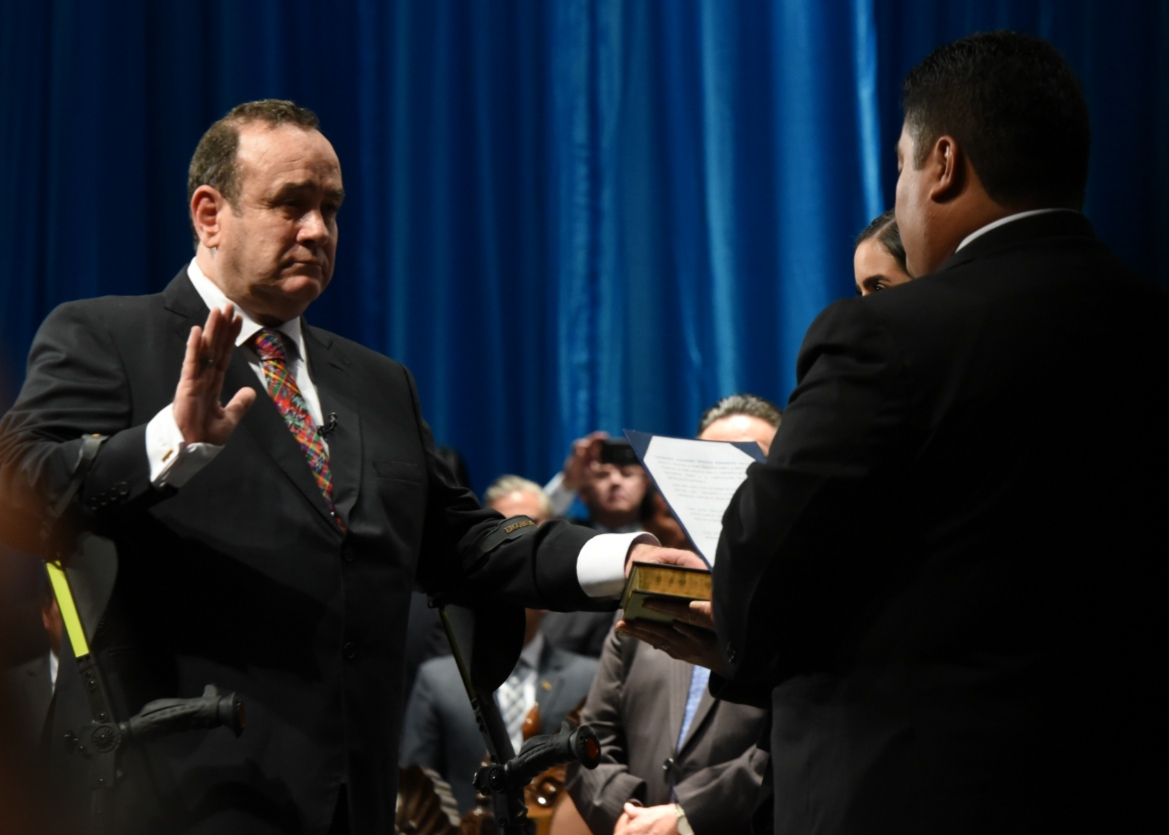
Giammattei depune jurământul de învestitură, administrat de președintele Congresului, Allan Rodríguez, la 14 ianuarie 2020.

Giammattei a devenit candidatul la președinție al partidului Vamos la alegerile prezidențiale din 2019. S-a clasat pe locul al doilea în primul tur, în urma Sandrei Torres, la 16 iunie 2019, cu 13,95% din voturi, însă a câștigat turul al doilea în fața acesteia, la 11 august 2019, cu 57,96% din voturi.
La 14 ianuarie 2020, Giammattei a preluat oficial funcția de președinte al Republicii Guatemala, succedându-i lui Jimmy Morales⁠(d).

### Criză politică în 2020
Guatemala a trecut printr-o criză politică în noiembrie 2020, după adoptarea unui buget controversat. Majoritatea fondurilor erau destinate infrastructurii gestionate privat și ignorau lupta împotriva sărăciei și a malnutriției infantile, care afectează aproape jumătate dintre copiii sub cinci ani, generând totodată o creștere a datoriei publice. Clădirea Congresului a fost incendiată în urma reprimării unei manifestații de către poliție. În același timp, vicepreședintele Guillermo Castillo Reyes⁠(d) i-a cerut lui Alejandro Giammattei să demisioneze „pentru binele țării”. Această criză a izbucnit într-un moment în care guvernul era deja criticat pentru modul în care a gestionat pandemia de COVID-19, spitalele fiind rapid suprasaturate, iar Ministerul Sănătății fiind acuzat că a ascuns informații legate de pandemie.

### Măsuri represive
La sfârșitul lunii iulie 2022, poliția l-a arestat pe jurnalistul José Rubén Zamora, fondatorul ziarului El Periódico. Sediul publicației a fost percheziționat, după ce aceasta îi acuzase pe președintele Alejandro Giammattei și pe procurorul general Consuelo Porras de corupție. În mediul rural, comunitățile indigene care își apărau teritoriile și mișcările țărănești au fost reprimate. Asasinarea selectivă a liderilor sociali (țărani, ecologiști, sindicaliști) a continuat an de an, fără nicio reacție din partea justiției. O nouă lege privind ONG-urile i-a permis președintelui să interzică orice asociație bănuită că „tulbură ordinea publică” și a oferit mecanisme pentru a le sufoca financiar.
Federația Internațională pentru Drepturile Omului, Organizația Mondială Împotriva Torturii și alte ONG-uri au avertizat, în 2022, asupra „consolidării autoritarismului” în Guatemala și au declarat că țara „se confruntă cu un fenomen alarmant de capturare și control al instituțiilor publice de către elite economice și politice”.

### Legislație împotriva avortului și a homosexualității
În 2022, Congresul Guatemalei a adoptat un proiect de lege care prevedea înăsprirea pedepselor cu închisoarea pentru avort, interzicerea educației sexuale în școli și declararea homosexualilor drept „grupuri minoritare incompatibile cu moralitatea creștină”. Deși inițial a susținut proiectul, Giammattei și-a schimbat poziția la 11 martie 2022, anunțând că îl va respinge prin veto dacă Congresul nu îl retrage, invocând faptul că încalcă două convenții internaționale semnate de Guatemala, precum și Constituția țării. La 15 martie, Congresul a suspendat pe termen nelimitat examinarea proiectului de lege.

### Atacul din Huehuetenango (2022)
La 30 iulie 2022, în timpul unei vizite a lui Giammattei în departamentul Huehuetenango, într-o zonă apropiată de granița cu Mexicul, a avut loc un incident între forțele de securitate și persoane înarmate aflate într-un vehicul. Inițial s-a presupus că ar fi fost vorba despre o tentativă de asasinat, însă rapoartele ulterioare au indicat că Giammattei nu a fost niciodată în pericol și nu a fost ținta atacului, nefiind nici măcar în apropiere.

### Suspiciuni de corupție
În iulie 2021, procurorul general numit de Alejandro Giammattei, María Consuelo Porras, l-a demis pe șeful Parchetului Special împotriva Impunității, Juan Francisco Sandoval, deoarece intenționa să investigheze cazuri de corupție legate de președinte. Acesta a părăsit țara la scurt timp după demitere „pentru a-și proteja viața și integritatea”. Decizia controversată a fost urmată de proteste care cereau demisia președintelui. Procurorul general a intensificat ulterior represiunea împotriva judecătorilor, avocaților și procurorilor implicați în lupta împotriva corupției; mai mulți foști anchetatori ai Parchetului Special împotriva Impunității (FECI) și ai Comisiei Internaționale împotriva Impunității în Guatemala (CICIG) au fost arestați în 2022, iar alții au fost forțați să plece în exil sau au fost hărțuiți constant.
O legătură cu aceste persecuții judiciare a apărut în februarie 2022, când site-ul de investigații salvadorian El Faro a dezvăluit că Giammattei a fost acuzat că și-a „finanțat campania electorală din 2019 cu mită de la o companie de construcții”. Se pare că președintele guatemalez ar fi negociat cu José Luis Benito, ministru în guvernul lui Jimmy Morales, „o contribuție de 2,6 milioane de dolari pentru campania sa electorală... În schimb, Giammattei i-a promis ministrului... că îl va păstra în funcție timp de un an pentru a putea continua implementarea unui sistem de mită de milioane de dolari în contractele de construcție și întreținere a drumurilor”.

### Miniștri de interne
În timpul mandatului lui Giammattei, au fost cinci miniștri de interne: Edgar Godoy, Oliverio García, Gendri Reyes, Napoleón Barrientos și Byron Bor. Cu excepția celui din urmă, toți au demisionat.

### Sfârșitul președinției
O creștere accentuată a criminalității violente și un cost al vieții extrem de ridicat l-au făcut pe Alejandro Giammattei profund impopular. În ianuarie 2022, la jumătatea mandatului, Giammattei avea o rată de aprobare de doar 27%, conform unui sondaj CID Gallup – una dintre cele mai scăzute din rândul președinților de pe continent. În 2023, doar 2,9% dintre respondenți au evaluat administrația Giammattei ca fiind una bună. Emigrarea către Statele Unite a crescut semnificativ în timpul mandatului său.

## După încheierea mandatului
La 17 ianuarie 2024, Departamentul de Stat al Statelor Unite i-a interzis lui Alejandro Giammattei intrarea pe teritoriul american, acuzându-l de „implicare în acte semnificative de corupție” în timpul președinției sale, mai exact de „acceptare de mită în schimbul exercitării funcțiilor sale publice”.
La 2 aprilie 2025, guvernul britanic i-a interzis intrarea în Regatul Unit și i-a înghețat activele, acuzându-l că a „beneficiat de pe urma corupției” în perioada mandatului său.

## Convingeri politice

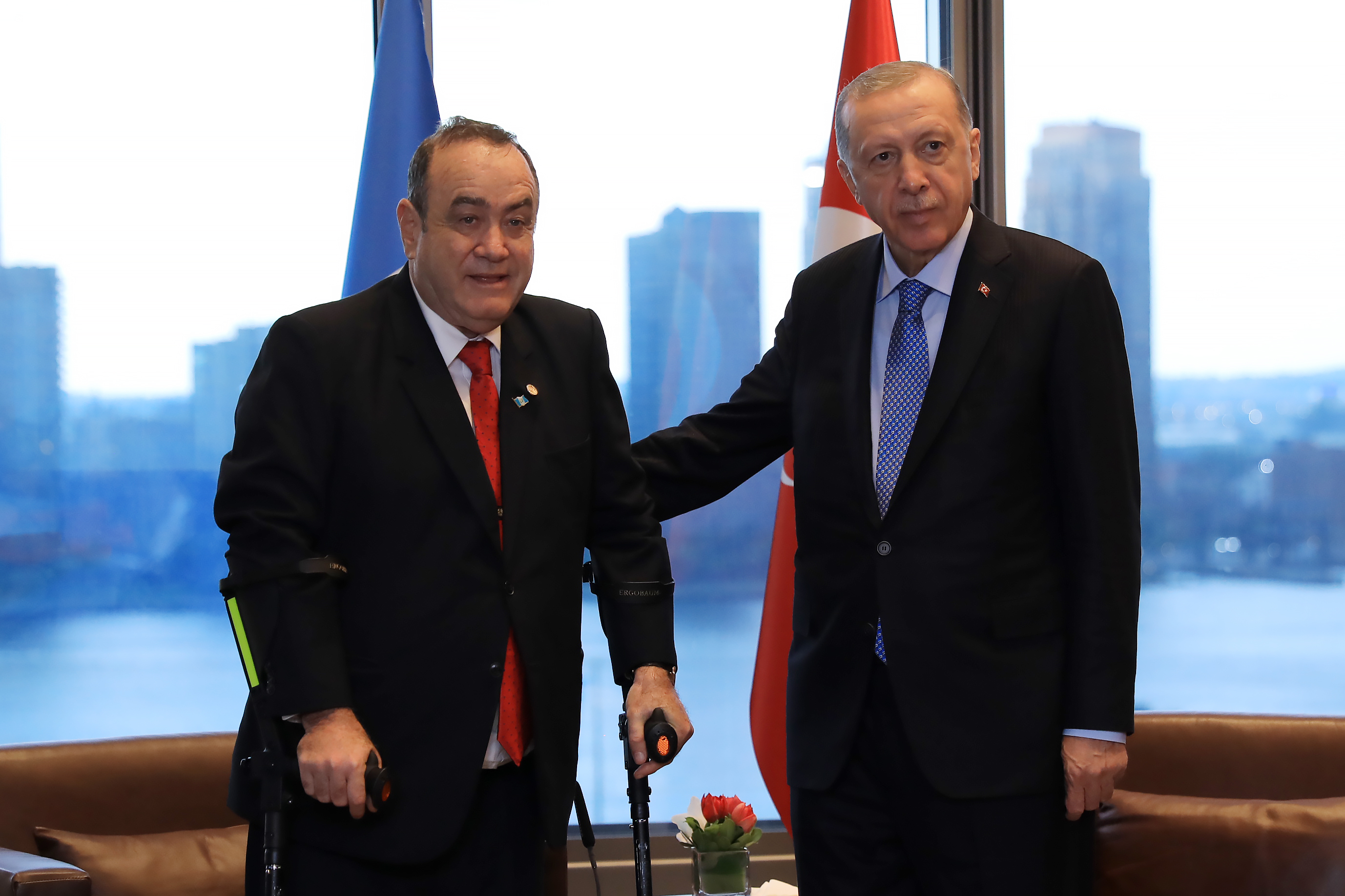
Giammattei alături de președintele turc Recep Tayyip Erdoğan, 19 septembrie 2022

Giammattei a promis reintroducerea pedepsei cu moartea și a declarat că va „zdrobi bandele violente, va combate sărăcia pentru a opri migrația și va pune capăt corupției ‘dezgustătoare’”. Este împotriva căsătoriilor între persoane de același sex și a avortului și sprijină utilizarea armatei în menținerea ordinii civile.
În timpul unei vizite în Israel, în decembrie 2019, a promis că va desemna Hezbollahul libanez drept „organizație teroristă”, declarând că „prietenii Israelului sunt prietenii Guatemalei, iar dușmanii Israelului sunt dușmanii noștri”. Cu o lună mai devreme, își exprimase și intenția de a alinia politica Guatemalei cu privire la coloniile israeliene celei adoptate de Statele Unite.
În 2019, a calificat guvernul venezuelean drept „dictatură” și a afirmat că dorește să continue linia diplomatică a predecesorului său, Jimmy Morales, față de Venezuela – țară cu care Guatemala a rupt relațiile diplomatice.
În contextul invaziei ruse în Ucraina din 2022, Giammattei a devenit primul lider latino-american care a vizitat Ucraina după 24 februarie, dar și primul în ultimii 12 ani. Vizitând orașe precum Bucea, el a făcut apel la comunitatea internațională să „nu rămână pasivă”.
În noiembrie 2023, și-a exprimat sprijinul necondiționat pentru Israel în timpul războiului din Gaza.

## Viață personală
Alejandro Giammattei s-a căsătorit cu Rosana Cáceres la 11 februarie 1989, iar împreună au trei copii, inclusiv pe Marcela. Giammattei și Cáceres erau deja separați la momentul lansării campaniei sale prezidențiale din 2019. În urma divorțului, fiica sa Marcela a preluat rolul de Primă Doamnă a Guatemalei. El îl citează pe Mahatma Gandhi drept personalitatea mondială pe care o admiră cel mai mult. Giammattei suferă de scleroză multiplă și folosește cârje pentru a se deplasa.
Bunicul patern al lui Giammattei era italian, iar acesta a obținut cetățenia italiană prin ius sangvinis, pe lângă cea guatemaleză dobândită prin naștere.

## Distincții
- Taiwan: Ordinul „Brilliant Jade”, grad de Mare Cordon, acordat de președinta Republicii Chineze (Taiwan), Tsai Ing-wen, la 20 aprilie 2023[47].